# Štadión na Sihoti
Štadión na Sihoti je fotbalový stadion stojící ve slovenském městě Trenčíně, na němž hraje své domácí zápasy klub FK AS Trenčín. Stadion je elipsovitého tvaru, byl postaven v 60. letech 20. století. Kapacita stadionu převyšovala původně 20 000 diváků, dnes má po demolici nekrytých tribun pouhých 4 300 diváků.

## Demolice nekrytých tribun
20. května 2014 schválili poslanci městského zastupitelstva v Trenčíně vyčlenění 105 000 eur na demolici nekrytých tribun městského fotbalového stadionu. Fotbalový klub se tehdy pokusil získat příspěvek 2,4 milionu eur od Vlády SR a SFZ, na modernizaci stadionu na Sihoti.
Ve středu 5. listopadu 2014 se začaly demoliční práce na nekrytých tribunách stadionu. V průběhu domácích zápasů AS Trenčín, tak zůstala divákům k dispozici pouze hlavní tribuna.

## Mistrovství Evropy U21
V roce 2000 stadion hostil několik zápasů Mistrovství Evropy hráčů do 21 let poté, co bylo pořadatelství přiřknuto Slovensku. Byly to následující:
| 27. května 2000 |        |           |                                                            |
| Španělsko       | 1 : 1  | Česko     | Základní skupina A rozhodčí: Leslie Irvine (Severní Irsko) |
| Luque 90'       | Report | Došek 55' | Základní skupina A rozhodčí: Leslie Irvine (Severní Irsko) |

| 29. května 2000                 |        |             |                                                     |
| Česko                           | 3 : 1  | Nizozemsko  | Základní skupina A rozhodčí: Selearajen Subramaniam |
| Jankulovski 28' Jarolím 54' 82' | Report | Lurling 17' | Základní skupina A rozhodčí: Selearajen Subramaniam |

| 1. června 2000                                    |        |                        |                                                          |
| Česko                                             | 4 : 3  | Chorvatsko             | Základní skupina A rozhodčí: Karl-Erik Nilsson (Švédsko) |
| Došek 42' (pen.) Baroš 56' Petrouš 62' Sionko 80' | Report | Šerić 4' Tudor 59' 87' | Základní skupina A rozhodčí: Karl-Erik Nilsson (Švédsko) |